# Gregorio Potemkin
Gregorio Potemkin o Grigori Potiomkin (Grigori Aleksándrovich Potiomkin-Tavrícheski, en ruso: Григо́рий Алекса́ндрович Потёмкин-Таври́ческий; 19 de septiembrejul./ 30 de septiembre de 1739greg. - 24 de septiembrejul./ 5 de octubre de 1791greg.) fue un líder militar, estadista y noble ruso. Valido de Catalina la Grande. Murió durante las negociaciones sobre el Tratado de Jassy, que puso fin a una guerra con el Imperio otomano que había supervisado.
Potemkin nació en una familia de terratenientes nobles de ingresos medios. Primero atrajo el favor de Catalina por ayudar en su golpe de 1762, luego se distinguió como comandante militar en la Guerra ruso-turca (1768-1774). Se convirtió en el amante de Catalina, el favorito y posiblemente su consorte. Después de que su pasión se enfrió, él siguió siendo su amigo de toda la vida y estadista favorito. Catalina obtuvo para él el título de Príncipe del Sacro Imperio Romano Germánico y le otorgó el título de Príncipe del Imperio ruso entre muchos otros: era tanto Gran Almirante como jefe de todas las fuerzas terrestres e irregulares de Rusia. Los logros de Potemkin incluyen la anexión pacífica de Crimea (1783) y la exitosa segunda guerra ruso-turca (1787-1792).
En 1775, Potemkin se convirtió en gobernador general de las nuevas provincias del sur de Rusia. Gobernante absoluto, trabajó para colonizar las estepas salvajes, tratando polémicamente con firmeza a los cosacos que vivían allí. Fundó las ciudades de Jersón, Mykoláiv, Sebastopol y Yekaterinoslav. Los puertos de la región se convirtieron en bases de su nueva Flota del Mar Negro.
Su gobierno en el sur está asociado con el «pueblo Potemkin», una artimaña que implica la construcción de fachadas pintadas para imitar pueblos reales, llenos de gente feliz y bien alimentada, para que los funcionarios visitantes los vean. Potemkin era conocido por su amor por las mujeres, el juego y la riqueza material. Supervisó la construcción de muchos edificios de importancia histórica, incluido el Palacio Táuride en San Petersburgo.

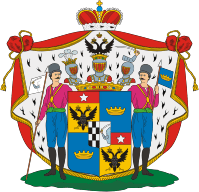
Escudo de armas de Grigori Potemkin

## Biografía

### Primeros años
Grigori nació en el pueblo de Chizhovo cerca de Smolensk en una familia de terratenientes nobles de ingresos medios, pariente lejano del diplomático moscovita Piotr Potiomkin (1617-1700). Su padre, Aleksandr Potiomkin, era un veterano de guerra condecorado; su madre Daria era «bien parecida, capaz e inteligente», aunque su matrimonio resultó infeliz en última instancia. Potemkin recibió su primer nombre en honor al primo de su padre, Grigori Matvéievich Kizlovski, un funcionario que se convirtió en su padrino. El historiador británico Simon Sebag Montefiore (en) ha sugerido que Kizlovski engendró a Potemkin, quien se convirtió en el centro de atención, heredero de la aldea y el único hijo varón entre seis hijos. Como hijo de una familia noble (aunque pequeña), creció con la expectativa de servir al Imperio ruso.
Después de la muerte de Aleksandr en 1746, Daria se hizo cargo de la familia. Para lograr una carrera para su hijo, y con la ayuda de Kizlovski, la familia se mudó a Moscú, donde Potemkin se inscribió en un gymnasium adjunto a la Universidad de Moscú. El joven Potemkin se convirtió en un experto en idiomas y se interesó por la Iglesia ortodoxa rusa. Se alistó en el ejército en 1750 a los once años, de acuerdo con la costumbre de los niños nobles. En 1755, una segunda inspección lo colocó en la Guardia Leib de Caballería de élite.
Después de graduarse del gymnasium universitario, Potemkin se convirtió en uno de los primeros estudiantes en inscribirse en la propia universidad. Talentoso tanto en griego como en teología, ganó la medalla de oro de la universidad en 1757 y se convirtió en parte de una delegación de doce estudiantes enviada a San Petersburgo ese mismo año. El viaje parecía haber afectado a Potemkin: después de ello estudiaba poco y pronto fue expulsado. Ante el aislamiento de su familia, se reincorporó a la Guardia, donde destacó. En ese momento su patrimonio neto ascendía a 430 siervos, equivalente al de la nobleza más pobre. Dedicaba su tiempo a «beber, apostar y hacer el amor de manera promiscua», y se endeudó profundamente.
Grigori Orlov, uno de los amantes de Catalina, encabezó un golpe de Estado en el palacio en junio de 1762 que derrocó al emperador Pedro III y entronizó a Catalina II. El sargento Potemkin representó a su regimiento en la revuelta. Al parecer, cuando Catalina revisó a sus tropas frente al Palacio de Invierno antes de su marcha hacia el Palacio Peterhof, le faltaba una empuñadura (o posiblemente el plumaje de su sombrero), que Potemkin rápidamente suministró. El caballo de Potemkin entonces (aparentemente) se negó a apartarse de su lado durante varios minutos antes de que Potemkin y el caballo regresaran a las filas. 
Después del golpe, Catalina eligió a Potemkin como recompensa y aseguró su ascenso a segundo teniente. Aunque Potemkin estaba entre los que custodiaban al antiguo zar, parece que no estuvo involucrado directamente en el asesinato de Pedro en julio. Catalina lo ascendió nuevamente a Kammerjunker (ayuda de cámara), aunque mantuvo su puesto en la Guardia. Potemkin pronto fue presentado formalmente a la emperatriz como un imitador talentoso; su imitación de ella fue bien recibida.
Tras su destacada participación en la primera Guerra ruso-turca (1768-1774) Potemkin fue nombrado Gobernador general de Ucrania además de recibir el título nobiliario de conde. Supervisó la supresión de la  revuelta de los cosacos del sur de los Urales dirigida por el líder cosaco Yemelián Pugachov (1773-1775). 
En 1783, llevó a cabo la conquista de Crimea y recibió el título de Serena Alteza, Príncipe de Táurica (en ruso: Светлейший князь Таврический). En 1784, obtuvo el rango de mariscal de campo, construyó la flota imperial rusa del mar Negro, y construyó varias ciudades y puertos entre las que destacan Jersón, Mykoláiv, Sebastopol y Yekaterinoslav. 
En 1787, organizó el viaje triunfal de Catalina de Rusia a Crimea, el cual provocó la segunda Guerra ruso-turca (1787-1792), durante la cual desempeñó el cargo de Comandante en Jefe del Ejército Imperial. En 1791, murió durante las negociaciones de paz a la edad de 52 años. Su cuerpo embalsamado fue enterrado en una cripta de la Catedral de Santa Catalina de Jersón.

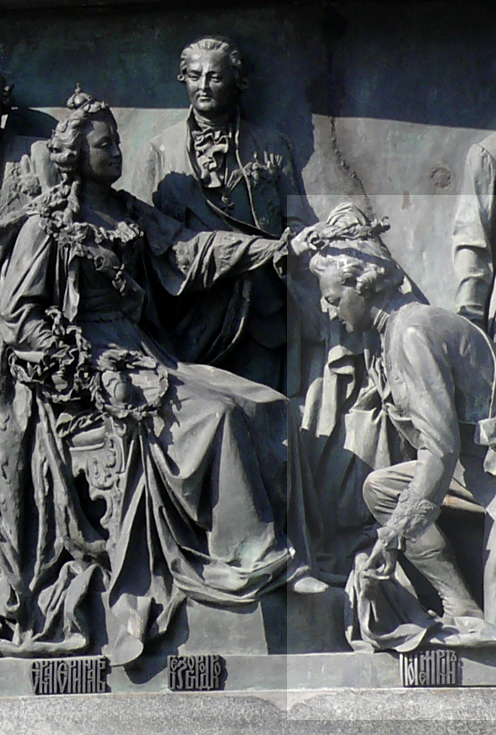
Catalina II de Rusia y Grigori Potiomkin en el monumento del Milenario de Rusia en Nóvgorod.

Durante la invasión rusa de Ucrania de 2022, el jefe de la «Administración Militar y Civil de Jersón» rusa, Volodímir Saldo, declaró que tanto los restos como la estatua de Gregorio Potemkin habían sido trasladados desde Jersón a la zona bajo ocupación rusa, junto con otros objetos de los museos de la ciudad, confirmando el expolio al que está siendo sometida Ucrania.
También se lo recuerda por ser un gran amigo del prócer venezolano Francisco de Miranda y haber sido quien lo introdujo a la corte imperial rusa y presentó ante la Emperatriz Catalina II "la Grande".